# フランソワ・ベルレアン
フランソワ・ベルレアン（François Berléand, 1952年4月22日 -  ）は、フランスの俳優。

## 略歴
フランスの首都パリ生まれ。父親はアルメニア系ロシア人。
1999年に出演した映画『Ma petite entreprise』で第25回セザール賞最優秀助演男優賞を受賞する。

## 主な出演作品
- カミーユ・クローデル Camille Claudel (1988)
- 無伴奏「シャコンヌ」 Le Joueur de Violon (1994)
- ひとりぼっちの狩人たち L'Appât (1995)
- 肉体の学校 L'École de la chair (1998) ※原作は三島由紀夫の長編小説『肉体の学校』
- ロマンスX Romance (1999)
- Ma petite entreprise (1999)
- トランスポーター Le Transporteur (2002)
- コーラス Les Choristes (2004)
- トランスポーター2 Le Transporteur 2 (2005)
- オーロラ Aurore (2006)
- 唇を閉ざせ Ne le dis à personne (2006)
- 引き裂かれた女 La Fille coupée en deux (2007)
- ライヤーゲーム Ca$h (2008)
- トランスポーター3 アンリミテッド Le Transporteur 3 (2008)
- オーケストラ! Le Concert (2009)
- アサシンズ 暗殺者 Les Associés (2009) ※テレビ映画
- 疑惑の果てに Insoupçonnable (2011) ※テレビ映画
- 恋するパリのランデヴー Un bonheur n'arrive jamais seul (2012)
- ロラックスおじさんの秘密の種 The Lorax (2012) ※フランス語版で主人公の声を吹き替え
- マリー、もうひとつの人生 La Vie d'une autre (2012)
- 恋のベビーカー大作戦 La stratégie de la poussette (2012)
- トランスポーター ザ・シリーズ Transporter: The Series (2012-2014) ※テレビシリーズ
- 監視24時 Surveillance (2013) ※テレビ映画
- エージェント物語 Dix pour cent (2015) ※テレビシリーズ
- スクール・オブ・ライフ L'école buissonnière (2017)
- パリのどこかで、あなたと Deux moi (2019)
- 5月の花嫁学校 La bonne épouse (2020)